# Ekvivalent sandråhet
Ekvivalent sandråhet (ke) är en hydroteknisk term inom rörströmningen för att beskriva bruksrören skrovlighet (invändiga ojämnhet) vid turbulent strömning under hydraulisk råa förhållanden. Då den ekvivalenta sandråheten ökar med rörens ålder, bör detta noga beaktas vid all flödesdimensionering av rör. 
Kanalströmningens motsvarighet till den ekvivalenta sandråheten kallas Mannings skrovlighetshetskoefficient. 

## Bakgrund
Bruksrörens invändiga ojämnheter över längden varierar i både storlek (k) och mönster. Därför var det mycket svårt att rent matematiskt kunna beskriva bruksrörens ojämnheter i flödesekvationer. Johann Nikuradse lyckades under 1930-talet kringgå de flesta problemen genom att klistra in jämnstora sandkorn i olika mönster på de undersökta rörens insida. Därmed blev det äntligen möjligt att under kontrollerade former undersöka hur sandråheten (ks) påverkar flödesegenskaperna under hydraulisk råa förhållanden. 
Nikuradse fann att det snarare var den relativa skrovligheten och inte skrovligheten i sig som var den mest intressanta parametern, vilket för övrigt framgår i Nikuradse-Prandtls formel. För att sedan lättare kunna överföra Johann Nikuradses upptäckter till bruksrör, ersattes termen sandråhet (ks) med termen ekvivalent sandråhet (ke).

## Typiska Ke-värden för nya rör
| Rörmaterial                             | ke           |
| --------------------------------------- | ------------ |
| Släta plaströr (d<200 mm)               | 0,01 mm      |
| Släta plaströr (d>200 mm)               | 0,05 mm      |
| Rör av aluminium, koppar, mässing, glas | 0,1-0,2 mm   |
| Galvaniserade järnrör                   | 0,15 mm      |
| Gjutjärnsrör                            | 0,25 mm      |
| Tegelrör (släta-skrovliga)              | 0,3-0,7 mm   |
| Betongrör (släta-skrovliga              | 0,4-1,2 mm   |
| Järn och stålrör (rostiga)              | 0,5-2,0 mm   |
| Korrugerade plaströr                    | 1,45-4,10 mm |

För att beräkna ke för korrugerade plaströr, kan följande empiriska formel användas:
{\displaystyle k_{e}=0,0076\cdot (0,0076-d)^{2}}
där
ke = Ekvivalent sandråhet (m)
d = Rörets innerdiameter (m)

## Rörens skrovlighet ökar med åldern
De flesta vattenledningar, som har varit i bruk i ett antal år, får en försämrad flödeskapacitet genom krustabildningar och/eller slamavsättningar. Hur snabbt denna försämring sker, är beroende av vattnets kemiska egenskaper och på rörmaterialet. För täckdikesrör är även filtermaterialet, jordarten, fallet och kvaliteten på täckdikningen av intresse. Effekterna av den ökade skrovligheten tas med fördel med i beräkningarna vid all flödesdimensionering av rör.
Skrovlighetsökningen kan oftast beskrivas genom följande formel:
{\displaystyle k_{e,t}=k_{e,0}+\alpha \cdot t}
där
ke,t = Den effektiva ekvivalenta sandråheten efter t år (m)
ke,0 = Den effektiva ekvivalenta sandråheten när röret var nytt (m)
α = Årlig ökning av den ekvivalenta sandråheten (m/år)
Värdet på konstanten α kan fås från tabeller eller egna undersökningar på äldre rör. 

### Typexempel
Med Prandtl-Nikuradse-Colebrooks formel kan flödeseffekterna av en ökad skrovlighet lätt beräknas. Om vi tar en ledning med en innerdiameter på 500 mm, så minskar flödeskapaciteten med ca 25 % när skrovligheten (ke) efter ett antal år ökar från 0,25 mm till 2,5 mm. Den våta sektionsarean minskar samtidigt med ca 2 %. Så det gäller att ha god koll på den aktuella skrovligheten när flödeskapaciteten ska bedömas.